# 麦格理基础设施集团
麦格理基础设施集团（ASX：ITO）是由麦格理银行管理的在澳大利亚证券交易所上市的投资信托之一。麦格理基础设施集团是世界上最大的收费公路开发和运营公司之一，该公司旗下管理着分布在七个国家的收费公路。麦格理基础设施集团虽然在澳交所单独上市，但是仍然由麦格理银行的全资附属机构管理。